# ميشيل انجلوا
ميشيل انجلوا هو كاتب سيناريو ومخرج كندي، ولد في القرن العشرين.

## وصلات خارجية
- ميشيل انجلوا على موقع IMDb (الإنجليزية)
- ميشيل انجلوا على موقع أول موفي (الإنجليزية)
- ميشيل انجلوا على موقع قاعدة بيانات الفيلم (الإنجليزية)
- ميشيل انجلوا على موقع كينوبويسك (الروسية)